# Mgławica Ślimak
Mgławica Ślimak (również NGC 7293) – mgławica planetarna znajdująca się w konstelacji Wodnika, oddalona o około 714 lat świetlnych. Jest jedną z najbliższych Ziemi mgławic planetarnych i została odkryta przez Karla Ludwiga Hardinga we wrześniu 1823 roku. Od 2003 w internecie czasem nazywano tę mgławicę „Okiem Bożym”. Mgławica ta rozciąga się na 2,5 roku świetlnego. Jej wiek ocenia się na mniej więcej 10 600 lat.

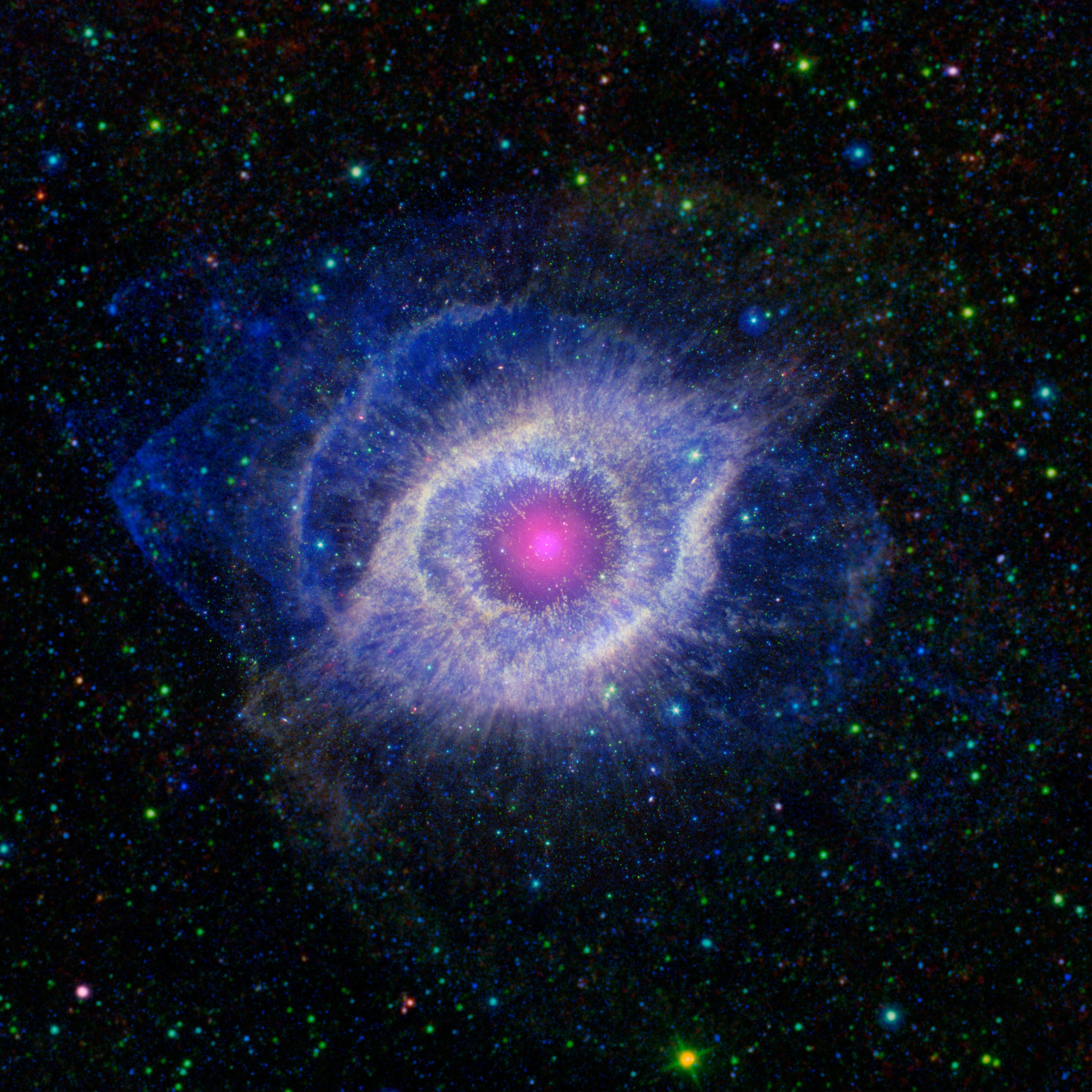
Mgławica planetarna NGC 7293 „Ślimak” w różnych zakresach fal: w ultrafiolecie (GALEX), przedstawionym jako niebieski, oraz w podczerwieni (Spitzer, WISE)